# Сфера влияния
Сфера влияния, Сфера — территория за пределами границ государства, на которую это государство оказывает культурное, экономическое, военное или политическое влияние.

## Описание
В другом источнике указано что Сфера, полит., иноземная область, на которую распространяется преимущественное политическое и экономическое влияние данного государства. Такое влияние часто связано с межгосударственным договором, однако влияние возможно и при его отсутствии (концепция мягкой силы). Кроме того, формальный союз между государствами и странами не обязательно означает, что одно государство или страна находится в сфере влияния другой.
Иногда одно государство или страна разделяется на две отдельные сферы влияния. В колониальную эпоху Иран и Таиланд, лежащие между империями Великобритании/России и Великобритании/Франции, соответственно, были буферными государствами, которые были разделены между сферами влияния великих держав.
По англо-французскому договору, от 1896 года, западноевропейцы разделили Сиам на три пояса:
- области по Меконгу входили во французскую сферу влияния;
- области на Малаккском полуострове входили в английскую сферу влияния;
- область реки Менама было государство-буфер, в пределах которого оба колониальных государства должны были воздерживаться от военных действий[2].

На начало XX столетия, Центральная Африка была разделена на сферы влияния европейских великих держав, а в Восточной Африке Судан имел следующие европейские сферы влияния установленные соглашениями:
- Восточный Судан входил в англо-египетскую сферу влияния;
- Центральный Судан был разделён между английской колонией Нигерией (бывшей землёй Королевской Нигерской компании), германским Северным Камеруном[3] и французскими Багирми и Вадайем[4].

23 декабря 1917 года, в Париже было заключено Франко-английское соглашение о разделе России на сферы влияния. Во французскую сферу влияния вошли территории Малой России, Бессарабии и Крыма. В английскую сферу влияния вошли территории «казачьих и кавказских областей», Армении, Грузии и Курдистана.